# Dystrykt Batagram
Dystrykt Batagram (urdu: ضلع بٹگرام) – dystrykt w północnym Pakistanie w prowincji Chajber Pasztunchwa. W 1998 roku liczył 307 278 mieszkańców (z czego 51,6% stanowili mężczyźni) i obejmował 46 438 gospodarstw domowych. Siedzibą administracyjną dystryktu jest Batagram.